# بحيرة دوفال
بحيرة دوفال تقع في وادي بوب شرق وادي نابا. تغطي 17 فدانا (6.9 هكتار) واكتملت في عام 1940.
وقد استقرت المزرعة في أواخر عام 1860 لعائلة دوفال . أثناء بناء البحيرة، كان صاحب المزرعة دونالد دوفال، ولكن تم بيعها في أواخر 1950. كان اخر دوفال في وادي نابا فيرنون، الذي انتقل إلى لوميس في عام 2003 ليكون أقرب إلى ابنته، جين دوفال.[بحاجة لمصدر]